# 991
Cette page concerne l'année 991  du calendrier julien.  Pour le nombre 991, voir 991 (nombre).
L'année 991 est une année commune qui commence un jeudi.

## Événements
- 1er mars : paix de Rouen[1]. Le pape Jean XV fait signer la première trêve de Dieu entre le roi anglais Æthelred le Malavisé et le duc de Normandie Richard Ier.
- 29 mars : l’évêque Ascelin fait prisonnier par traitrise Charles de Lorraine (dernier héritier carolingien) et son neveu Arnoul, archevêque de Reims[2]. Ascelin livre les deux hommes à Hugues Capet qui les enferme à Orléans avec leur famille. Les villes de Reims et Laon sont restitués à Hugues.
- Printemps : l’empereur Basile II Bulgaroctone part en campagne contre les Bulgares[3].
- 15 juin : mort de Théophano Skleraina à Nimègue. Début de la régence d’Adélaïde, grand-mère d’Othon III (fin en 998)[4].
- 17 - 18 juin : le concile royal de Saint-Basle de Verzy est marqué par l'opposition entre le parti des évêques et celui des moines. Le concile dégrade et fait emprisonner l'archevêque de Reims Arnoul, et lui substitue Gerbert d'Aurillac, à la grande colère du pape Jean XV, écarté des décisions[2].
- 10 août : à la suite d'un raid du Norvégien Olaf Tryggvason dans l’embouchure de la Tamise, l'ealdorman Byrhtnoth est écrasé par les Danois à la bataille de Maldon, dans l'Essex, commémorée dans le poème vieil-anglais La Bataille de Maldon[5]. Le roi anglais Æthelred le Malavisé est contraint de payer un tribut de 10 000 livres pour qu’Olaf retire ses troupes : c'est le premier d'une série de danegelds[6].
- 19 novembre[7] : début du règne d'al-Qadir, calife ‘abbasside de Bagdad (fin en 1031) sous la tutelle des Buyides, après la déposition d'At-Ta'i.

- Eudes de Blois, qui a pris Melun pour relier ses possessions de Beauce à Meaux, est chassé de la ville par la coalition du roi Hugues Capet, du comte d'Anjou Foulque Nerra et du duc Richard de Normandie ; Eudes est battu à Orsay par Bouchard de Vendôme, vassal fidèle de Hugues Capet chargé de garder Melun[2].
- Sac de Staveren. Raids vikings sur les ports de Frise et les bouches du Rhin[8].
- Pietro II Orseolo, fils du 23e doge Pietro Orseolo, devient doge de Venise (fin en 1009). Venise établit un protectorat sur la côte des îles dalmates (1000)[9].
- Siège de Tarente par les Arabes de Sicile[10].
- Le Dagome Iudex, un document qui énumère les possessions de Mieszko Ier de Pologne, est rédigé et confié au pape Jean XV qui place les territoires polonais sous la protection pontificale[11].
- Éruption du Vésuve[12].